# Cephalodina crassiceps
Cephalodina crassiceps är en skalbaggsart som beskrevs av Bates 1881. Cephalodina crassiceps ingår i släktet Cephalodina och familjen långhorningar.
Artens utbredningsområde är:
- Costa Rica.
- Nicaragua.
- Panama.

Inga underarter finns listade.